# Agrypon tricarinatum
Agrypon tricarinatum là một loài tò vò trong họ Ichneumonidae.